# Condado de Blaine (Oklahoma)
El condado de Blaine (en inglés, Blaine County) es un condado del estado de Oklahoma, Estados Unidos. Tiene una población estimada, a mediados de 2021, de 8562 habitantes.
La sede del condado es Watonga.

## Geografía
Según la Oficina del Censo, el condado tiene un área total de 2430 km², de la cual 2400 km² corresponden a tierra firme y 30 km² están cubiertos de agua.

## Demografía
Según el censo de 2000, en ese momento había 11.976 personas, 4.159 hogares y 2.865 familias en el condado.
Los ingresos promedio de los hogares eran de $ 28,356 y los ingresos promedio de las familias eran de $34,565. Los ingresos per cápita para el condado eran de $13,546. Los hombres tenían ingresos per cápita de $26,284 frente a los $18,619 que percibían las mujeres. Alrededor del 16.9% de la población estaba bajo el umbral de pobreza nacional.
De acuerdo con la estimación 2017-2021 de la Oficina del Censo, los ingresos promedio de los hogares son de $52,538 y los ingresos promedio de las familias son de $62,568. Los ingresos per cápita en los últimos doce meses, medidos en dólares de 2021, son de $30,754. Alrededor del 12.3% de la población está bajo el umbral de pobreza nacional.

## Condados adyacentes
- Condado de Major (norte)
- Condado de Kingfisher (este)
- Condado de Canadian (sureste)
- Condado de Caddo (sur)
- Condado de Custer (suroeste)
- Condado de Dewey (noroeste)

## Principales localidades
- Canton
- Geary
- Greenfield
- Hitchcock
- Hydro
- Longdale
- Okeene
- Watonga

## Principales carreteras
- U.S. Highway 270/U.S. Highway 281
- Carretera Estatal 3
- Carretera Estatal 8
- Carretera Estatal 51
- Carretera Estatal 58